# Lou Williams
Louis Tyrone "Lou" Williams (Memphis, Tennessee; 27 de octubre de 1986) es un exjugador de baloncesto estadounidense que disputó 17 temporadas en la NBA. Con 1,88 metros de altura, jugaba en la posición de base.
Posee el récord (compartido junto con Jamal Crawford) de haber conseguido en mayor número de ocasiones el premio al Mejor Sexto Hombre de la NBA, con tres (en 2015, 2018 y 2019).

## Carrera

### Instituto
Williams asistió al instituto "South Gwinnett", en Snellville, Georgia. Ganó el Trofeo Naismith al mejor jugador de 'high school' de la nación y fue nombrado en el equipo del este del McDonald's All-American de 2005.
Como sénior, Williams promedió 27,5 puntos, 6,6 rebotes y 5,2 asistencias por partido para liderar a South Gwinnett a un balance de 28-3 y cosechar la cuarta plaza estatal.

### Profesional

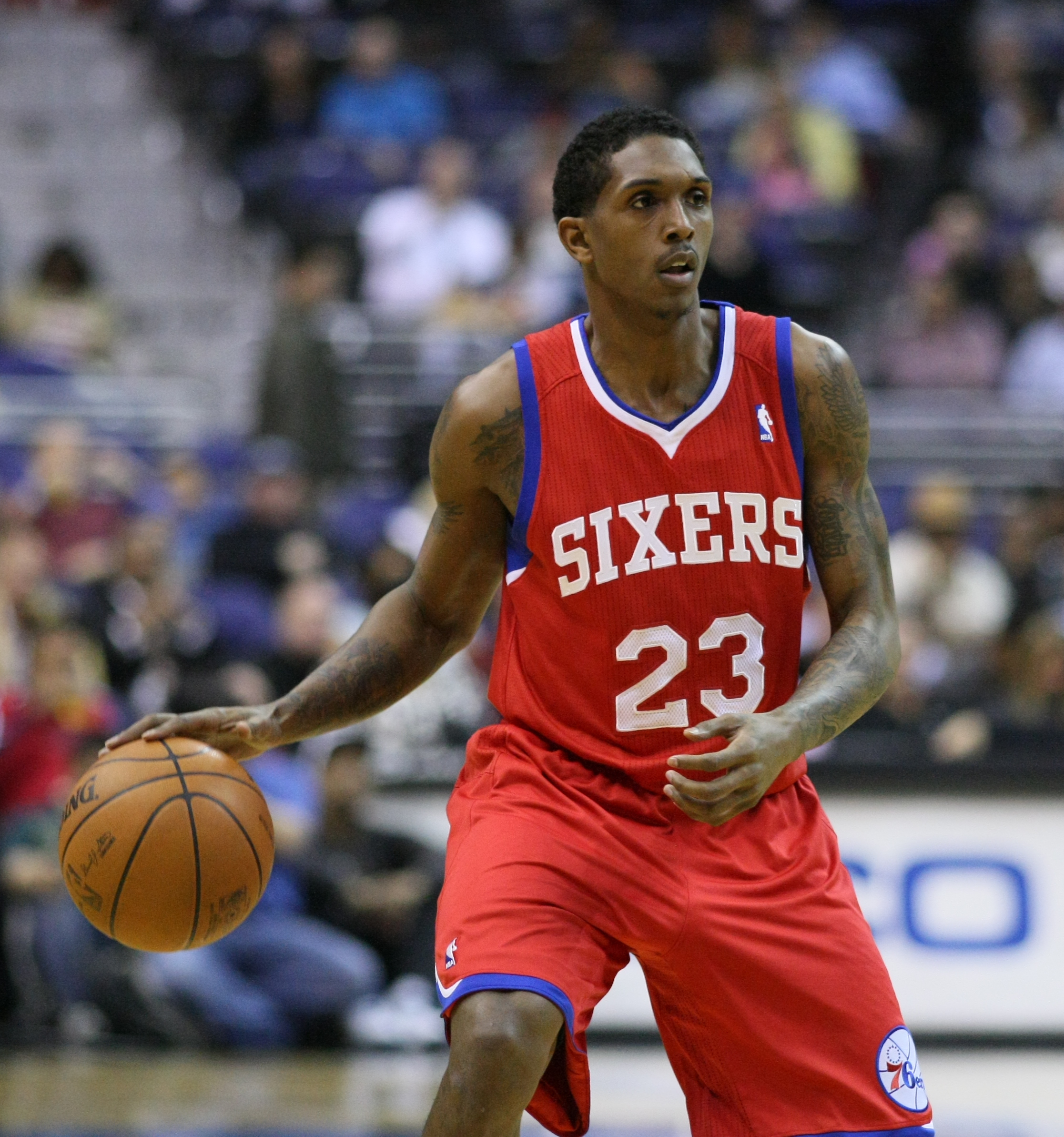
Williams con los 76ers en 2010.

Williams fue seleccionado desde el instituto en el puesto número 45 de la segunda ronda en el Draft de la NBA de 2005 por los Philadelphia 76ers.
El 12 de julio de 2012, Williams firmó un contrato con los Atlanta Hawks.
El 30 de junio de 2014, Williams fue traspasado junto con los derechos de Lucas Nogueira, a los Toronto Raptors a cambio de John Salmons y una selección de segunda ronda para el draft de 2015.
El 22 de noviembre de 2014 contra los Cleveland Cavaliers, Williams superó su récord personal de anotación con 36 puntos, incluyendo 4 rebotes, 3 robos y una asistencia en 29 minutos de acción. Dos días más tarde, fue elegido jugador de la semana de la Conferencia Este del 17 al 23 de noviembre, después de promediar 23,7 puntos por partido. El 20 de abril de 2015, Louis fue nombrado Mejor Sexto Hombre de la NBA de 2015, convirtiéndose en el primer jugador de los Toronto Raptors en ganar dicho premio.
El 5 de julio de 2015, fue adquirido en la agencia libre por Los Angeles Lakers con un contrato por tres temporadas y 21 millones de dólares. 
El 21 de febrero de 2017, fue traspasado a Houston Rockets a cambio de Corey Brewer y una futura ronda del draft.
El 28 de junio de 2017 se anunció su traspaso a Los Angeles Clippers junto con Sam Dekker, Patrick Beverley y una primera ronda del draft de 2018 a cambio de Chris Paul.
En su primera y segunda temporada en los Clippers, vuelve a ganar el premio al Mejor Sexto Hombre de la NBA.
Durante su cuarta temporada en Los Ángeles, el 25 de marzo de 2021, es traspasado a Atlanta Hawks a cambio de Rajon Rondo.
El 5 de agosto de 2021, se anuncia su renovación por un año con los Hawks.
Tras una temporada sin jugar, en junio de 2023 anuncia su retirada del baloncesto profesional tras 17 temporadas.

## Estadísticas de su carrera en la NBA

### Temporada regular
| Año     | Equipo        | PJ   | PT  | MPP  | %TC  | %3P  | %TL  | RPP | APP | ROB | TPP | PPP  |
| ------- | ------------- | ---- | --- | ---- | ---- | ---- | ---- | --- | --- | --- | --- | ---- |
| 2005-06 | Philadelphia  | 30   | 0   | 4.8  | .442 | .222 | .615 | .6  | .3  | .2  | .0  | 1.9  |
| 2006-07 | Philadelphia  | 61   | 0   | 11.3 | .441 | .324 | .696 | 1.1 | 1.8 | .4  | .0  | 4.3  |
| 2007-08 | Philadelphia  | 80   | 0   | 23.3 | .424 | .359 | .783 | 2.1 | 3.2 | 1.0 | .2  | 11.5 |
| 2008-09 | Philadelphia  | 81   | 0   | 23.7 | .398 | .286 | .790 | 2.0 | 3.0 | 1.0 | .2  | 12.8 |
| 2009-10 | Philadelphia  | 64   | 38  | 29.9 | .470 | .340 | .824 | 2.9 | 4.2 | 1.2 | .2  | 14.0 |
| 2010-11 | Philadelphia  | 75   | 0   | 23.3 | .406 | .348 | .823 | 2.0 | 3.4 | .6  | .2  | 13.7 |
| 2011-12 | Philadelphia  | 64   | 0   | 26.3 | .407 | .362 | .812 | 2.4 | 3.5 | .8  | .3  | 14.9 |
| 2012-13 | Atlanta       | 39   | 9   | 28.7 | .422 | .367 | .868 | 2.1 | 3.6 | 1.1 | .3  | 14.1 |
| 2013-14 | Atlanta       | 38   | 6   | 23.7 | .378 | .356 | .829 | 1.9 | 3.6 | .9  | .1  | 9.4  |
| 2014-15 | Toronto       | 80   | 0   | 25.2 | .404 | .340 | .861 | 1.9 | 2.1 | 1.1 | .1  | 15.5 |
| 2015-16 | L.A. Lakers   | 67   | 35  | 28.5 | .408 | .344 | .830 | 2.5 | 2.5 | .9  | .3  | 15.3 |
| 2016-17 | L.A. Lakers   | 58   | 1   | 24.2 | .444 | .386 | .884 | 2.3 | 3.2 | 1.1 | .2  | 18.6 |
| 2016-17 | Houston       | 23   | 0   | 25.7 | .385 | .315 | .867 | 3.0 | 2.4 | .7  | .4  | 14.9 |
| 2017-18 | L.A. Clippers | 79   | 19  | 32.8 | .435 | .359 | .880 | 2.5 | 5.3 | 1.1 | .2  | 22.6 |
| 2018-19 | L.A. Clippers | 75   | 1   | 26.6 | .425 | .361 | .876 | 3.0 | 5.4 | .8  | .1  | 20.0 |
| 2019-20 | L.A. Clippers | 65   | 8   | 28.7 | .418 | .352 | .861 | 3.1 | 5.6 | .7  | .2  | 18.2 |
| 2020-21 | L.A. Clippers | 42   | 3   | 21.9 | .421 | .378 | .866 | 2.1 | 3.4 | .9  | .1  | 12.1 |
| 2020-21 | Atlanta       | 24   | 1   | 21.0 | .389 | .444 | .870 | 2.1 | 3.4 | .3  | .1  | 10.0 |
| 2021-22 | Atlanta       | 56   | 0   | 14.3 | .391 | .363 | .859 | 1.6 | 1.9 | .5  | .1  | 6.3  |
| Total   | Total         | 1123 | 122 | 24.1 | .419 | .351 | .842 | 2.2 | 3.4 | .8  | .2  | 13.9 |

### Playoffs
| Año   | Equipo        | PJ | PT | MPP  | %TC  | %3P  | %TL  | RPP | APP | ROB | TPP | PPP  |
| ----- | ------------- | -- | -- | ---- | ---- | ---- | ---- | --- | --- | --- | --- | ---- |
| 2008  | Philadelphia  | 6  | 0  | 22.5 | .400 | .222 | .733 | 2.0 | 2.0 | 1.0 | .0  | 12.0 |
| 2009  | Philadelphia  | 6  | 0  | 24.8 | .412 | .375 | .667 | 2.5 | 2.8 | .5  | .2  | 9.7  |
| 2011  | Philadelphia  | 5  | 0  | 26.0 | .327 | .300 | .737 | 1.6 | 3.0 | 1.0 | .0  | 10.8 |
| 2012  | Philadelphia  | 13 | 0  | 27.5 | .352 | .167 | .788 | 2.1 | 3.0 | 1.0 | .0  | 11.5 |
| 2014  | Atlanta       | 7  | 0  | 19.0 | .380 | .313 | .938 | 2.3 | 1.1 | 1.0 | .1  | 8.3  |
| 2015  | Toronto       | 4  | 0  | 25.5 | .314 | .190 | .833 | 1.8 | 1.3 | 1.5 | .0  | 12.8 |
| 2017  | Houston       | 11 | 0  | 24.7 | .424 | .308 | .897 | 2.7 | 1.3 | .6  | .1  | 12.5 |
| 2019  | L.A. Clippers | 6  | 0  | 29.3 | .433 | .333 | .829 | 2.8 | 7.7 | .8  | .2  | 21.7 |
| 2020  | L.A. Clippers | 13 | 0  | 26.2 | .425 | .235 | .811 | 3.2 | 4.2 | .8  | .2  | 12.8 |
| 2021  | Atlanta       | 18 | 2  | 15.4 | .455 | .433 | .963 | 1.4 | 2.2 | .7  | .1  | 7.7  |
| Total | Total         | 89 | 2  | 23.3 | .400 | .276 | .820 | 2.2 | 2.8 | .8  | .1  | 11.4 |

## Vida personal
Lou es hijo de Willie Louis Williams y Janice Faulkner. Tiene dos hermanos, Taurus Stinnett y Willie Louis Williams II, y una hermana, Shaun Haynes.
Williams tiene tres hijos.[cita requerida]
En 2014, se supo que estaba estaba saliendo con Ashley Henderson y con Rece Mitchell al mismo tiempo. En 2018, su relación con Ashley terminó.

### Incidente
En diciembre de 2011, Williams afirmó que el ser un jugador de la NBA reconocido, le salvó de un intento de robo a mano armada en el barrio de Manayunk, en Filadelfia. Al parecer, un hombre armado intentó robarle, pero se detuvo y dijo que era fan del jugador. Después llegaron a un entendimiento, y Williams le invitó a cenar en un McDonald's.